# Geologia da Itália
A geologia da Itália abrange cadeias de montanhas como os Alpes, as Dolomitas e os Apeninos geradas a partir do levantamento de rochas sedimentares ígneas e especialmente marinhas, todas formadas desde o Paleozóico.

## História geológica, estratigrafia e tectônica

### Mesozóico (251-66 milhões de anos atrás)
As rochas mais antigas da Itália podem abranger a crosta oceânica subduzida no decorrer da orogenia caledônica e 440 granitos ordovicianos de milhões de anos atrás. somente os zircões detríticos nos Alpes remontam ao Pré-cambriano.
Ao mesmo tempo, no Permiano e Carbonífero, a abertura do ramo oeste do Oceano Téthys reorientava seções da Itália no topo da Placa Adriática e criava a bacia oceânica Ligure-Piemontese, levando à deposição generalizada de carbonatos, evaporitas e leitos vermelhos.